# Florida Man
Florida Man (em português "Homem da Flórida") é um meme da Internet que se tornou pela primeira vez popular em 2013. Refere-se a uma supostamente elevada prevalência de homens que realizam atos irracionais, maníacos, ilógicos, delirantes, insanos e absurdos no estado americano da Flórida. Internautas normalmente partilham links de notícias e artigos sobre crimes ou outros acontecimentos de natureza incomum ou estranha ocorridos na Flórida, com o título da notícia a começar geralmente com "Florida Man..." ("Um homem da Flórida...") seguido do evento principal da história.
O Miami New Times esclarece que as leis de liberdade de informação da Flórida facilitam a obtenção de informações sobre detenções policiais por jornalistas, face a outros estados, explicando o grande número de artigos incomuns oriundos da Flórida. Um artigo da CNN sobre o meme atribuí a amplitude de relatos de eventos bizarros a uma confluência de fatores, como: leis que permitem aos jornalistas acesso rápido e fácil a relatórios policiais, população relativamente numerosa do estado, o seu clima altamente variável, e falta de financiamento na área da saúde mental.

## Origem
O meme surgiu em fevereiro de 2013, graças à conta do Twitter @_FloridaMan, que partilhava manchetes de notícias particularmente estranhas ou bizarras contendo "Homem da Flórida", tais como "Homem da Flórida atropelado por carrinha após cão carregar no acelerador" ou "Polícia prende homem da Flórida por guiar scooter bêbado num Walmart". A conta referia-se ao 'Florida Man' como "O pior puper-herói do Mundo" sugerindo, ironicamente, que múltiplas notícias não se referiam a uma variedade de pessoas, mas ao mesmo indivíduo.

## Popularização
Antes da criação do meme, o estado da Flórida já possuía uma reputação "invulgar" na Internet. O website Fark apresentava uma tag de conteúdo intitulada 'Flórida' anos antes da criação da conta do Twitter @_FloridaMan.
Após a criação da conta em janeiro de 2013, e da crescente popularidade do "Florida Man" noutras redes sociais como Reddit e Tumblr, o meme inspirou várias reportagens e artigos de notícias, em fevereiro de 2013.
'Florida Man' foi mencionado no 1º episódio da 2ª temporada da série Atlanta como uma entidade sinistra, descrito por Darius como um "Johnny Appleseed de extrema direita" que comete uma variedade de crimes bizarros na Flórida como parte de uma conspiração para manter eleitores negros fora do estado. O papel é interpretado por Kevin Waterman.
A 1 de novembro de 2018, Desi Lydic, do The Daily Show, apresentou um segmento de investigação, em tom cómico, do fenómeno do "Florida Man".
Em 2018 foi lançado o videojogo de ação furtiva Hitman 2. No segundo nível do jogo, passado em Miami, Flórida, o jogador pode disfarçar-se de "Florida Man", dono de uma banca de comida. O disfarce pode ser usado para envenenar e eliminar o alvo. O personagem Florida Man reaparece em Hitman 3, num nível passado em Berlim, Alemanha, permitindo ao jogador voltar a assumir o disfarce.
Uma peça intitulada "Florida Man", de Michael Presley Bobbitt, estreou a 31 de julho de 2019, no Theatre Row Studios, em Nova Iorque.
Em 2019, uma variante do meme surgiu nas redes sociais, na qual os internautas eram encorajadas a pesquisar "Florida Man" e o seu dia de aniversário, encontrando, normalmente, uma notícia bizarra envolvendo um 'Florida Man' nessa data. 
No filme Queen & Slim (2019), o "Judas negro" que entrega os protagonistas às autoridades em troca de uma recompensa monetária, interpretado por Bertrand E. Boyd II, é creditado como "Florida Man".
A 31 de outubro de 2019, foi anunciado que o então presidente dos Estados Unidos Donald Trump teria alterado a sua morada oficial de Nova Iorque para Palm Beach, Flórida, local do seu resort Mar-a-Lago. Surgiram piadas sobre Trump se tornar um 'Florida Man'. O The Daily Show lançou uma extensão para Google Chrome e Mozilla Firefox que alterava o nome de Trump para "Florida Man". A 24 de outubro de 2020, num comício realizado na Flórida para o candidato presidencial Joe Biden, o ex-presidente Barack Obama gozou com Trump, dizendo: "'Florida Man' nem sequer fazia estas coisas", referindo-se à forma como Trump havia lidado com a pandemia de COVID-19 e a tratado de assuntos políticos internos e externos.
A banda americana de rock Blue Öyster Cult referiu-se ao fenómeno na música "Florida Man", do seu álbum de 2020 The Symbol Remains.
O detentor da conta do Twitter @_FloridaMan declarou, em 2019, que se tinha "reformado" de tweetar nessa conta.
A 16 de novembro de 2022, o jornal New York Post, previamente apoiante de Trump, noticiou o seu anúncio de campanha presidencial de 2024 na primeira página, com a manchete "Florida Man Faz Comunicado". No artigo, ridicularizava o ex-presidente, referindo que Mar-a-Lago continha a sua "biblioteca de documentos classificados".
Em março de 2023, a Netflix anunciou o lançamento de uma mini-série intitulada Florida Man, do showrunner Donald Todd (natural da Flórida), protagonizada por Edgar Ramírez no papel de um ex-polícia desonrado que é forçado a regressar à sua terra natal, Flórida, em busca da namorada desaparecida de um mafioso.

## Receção
O meme foi largamente aceito como uma confirmação da associação entre o estado da Flórida e atividades bizarras e/ou humorísticas, sendo comparado ao Prémios Darwin  No entanto, o meme também levou a Columbia Journalism Review a criticar a faceta do jornalismo destacada pelo "Florida Man", que apresentava histórias de "mítica hiper-bizarrice do Estado da Flórida", mas frequentemente ignorando "as dificuldades dos toxicodependentes, doentes mentais e sem-abrigos" que as protagonizavam.

## Ver Também
- Lista de Fenómenos da Internet